# I Liceum Ogólnokształcące im. Marii Skłodowskiej-Curie w Pile
I Liceum Ogólnokształcące im. Marii Skłodowskiej-Curie w Pile – najstarsze liceum ogólnokształcące w Pile, powstało w 1945 roku. Szkoła mieści się w budynku przy ulicy Wincentego Pola 11. Tradycją liceum jest udział uczniów w konkursach i olimpiadach przedmiotowych, osiąganie sukcesów w finale i zdobywanie tytułu laureata olimpiady na szczeblu centralnym. Szkoła cieszyła się opinią najlepszej szkoły ogólnokształcącej w powiecie pilskim i w województwie wielkopolskim, jednak w roku 2024 zgodnie z wynikami matur, plasuje się na 70 miejscu w województwie.

## Profile
W I Liceum Ogólnokształcącym im. Marii Skłodowskiej-Curie prowadzone są klasy z rozszerzonym programem nauczania:
- klasa matematyczno-fizyczna z językami angielskim i rosyjskim

przedmioty wiodące : matematyka, fizyka i astronomia,
- klasa matematyczno-informatyczna z językami angielskim i francuskim

przedmioty wiodące: matematyka, tech.informacyjna+informatyka,
- klasa biologiczno-chemiczna z językami angielskim i niemieckim

przedmioty wiodące : biologia, chemia, angielski,
- klasa biologiczno-chemiczna z językami niemieckim(DSD) i angielskim

przedmioty wiodące : biologia, chemia, j. niemiecki,
- klasa humanistyczna z językami angielskim i francuskim

przedmioty wiodące : j.polski, historia, WOS,
- klasa biologiczno-chemiczna z językiem angielskim i francuskim

przedmioty wiodące : biologia, chemia,
- klasa ogólna z językami angielskim i niemieckim

przedmioty wiodące : j.angielski, matematyka, geografia,
- klasa akademicka z językami niemieckim (DSD) i angielskim

przedmioty wiodące : biologia z ochroną środowiska, geografia z elementami geologii, język niemiecki
- klasa humanistyczna z językami angielskim i rosyjskim

przedmioty wiodące : j. polski, historia, j. angielski.

## Historia szkoły
Wstępnie szkoła działała wraz z gimnazjum w budynku przy ulicy Sikorskiego (obecnie stacjonuje tam Zespół Szkół Gastronomicznych). W sierpniu 1948 szkoła przeniosła się do nowego budynku przy ulicy Wincentego Pola. W roku szkolnym 1948/49 zmieniono nazwę szkoły na Państwową Szkołę Ogólnokształcącą stopnia podstawowego i licealnego. Od listopada 1967 roku szkoła nosi imię Marii Skłodowskiej-Curie, posiada sztandar i ceremoniał z nim związany.

## Nauczyciele
W roku szkolnym 2009/2010 w szkole jest zatrudnionych 58 nauczycieli, w tym:
- 34 dyplomowanych
- 15 mianowanych
- 8 kontraktowych
- 1 stażysta

## Absolwenci
- Ignacy Ereński – członek zespołu Verba
- Maciej Franz – profesor historii
- Krzysztof „Grabaż” Grabowski – wokalista, autor tekstów i kompozytor, lider zespołu Pidżama Porno oraz założyciel zespołu Strachy na Lachy
- Bartłomiej Kielar – członek zespołu Verba
- Kasia Smutniak – polska modelka i aktorka, pracuje dla włoskiego projektanta Giorgio Armani
- Jan Świtała – polski ratownik medyczny i influencer